# فونکستوون (مریلند)
فونکستوون (به انگلیسی: Funkstown) شهری در ایالت مریلند کشور ایالات متحده آمریکا است که جمعیت آن در سرشماری سال ۲۰۱۰ میلادی، ۹۰۴ نفر بوده‌است.